# Museo Inkariy
El Museo Inkariy es un museo privado de historia ubicado en el Valle Sagrado de los Incas, dentro del distrito de Calca en la provincia homónima en la región Cusco en Perú.

## Historia
La idea del museo surgió en 2002 como una iniciativa de la familia Mérida —hijos y nietos del artista Edilberto Mérida— con el objetivo de poner en valor la historia de las principales culturas originarias de Perú. La familia Mérida contó con la asesoría del arqueólogo Bruno Alva. El museo fue inaugurado en junio de 2014.
El 18 de agosto de 2018 el museo fue incorporado al Sistema Nacional de Museos del Estado a través de la Resolución Ministerial n.° 335-2019-MC del Ministerio de Cultura del Perú.
En 2015 el Museo entró en conflicto con el Ministerio de Cultura debido a la instalación de una escultura de 11 metros con la representación de una deidad ancestral andina no relacionada directamente con la cosmovisión inca. Al estar el Valle Sagrado de los Incas calificado como paisaje cultural y Patrimonio Cultural de la Nación desde el 2006, la instalación de la escultura debió haber contado previamente con la autorización del Ministerio de Cultura. Por esa razón, la Dirección Desconcentrada de Cultura de Cusco (DDC-Cusco) le impuso una multa de 4 UIT. La familia Mérida realizó una apelación pero tanto la DDC-Cusco en mayo de 2016 y el Ministerio de Cultura declararon infundado el recurso de apelación en febrero de 2018.

## Exposiciones

### Exposición permanente
La propuesta museográfica propone un recorrido expositivo a lo largo de 5000 años de historia a través de imágenes, réplicas de cerámicas, infografías, maquetas y dioramas distribuidas en nueve salas relacionadas con las culturas ancestrales de caral, chavín, paracas, moche, nazca, wari, lambayeque, chimú e inca.